# خوسيه كابابلانكا
خوسيه راؤول كابابلانكا (بالإسبانية: José Raúl Capablanca y Graupera) هو لاعب شطرنج كوبي ولد بهافانا 19 نوفمبر 1888 وتوفي في نيويورك 8 مارس 1942، وأصبح ثالث بطل عالمي في الشطرنج بعد فوزه على لاسكر.
اعتبر كابابلانكا في عصره أقوى لاعب، فأسلوب لعبه: التموضع وتقنياته في مرحلة النهاية، جعلته لاعبا متميزا عن غيره.
يقول كابابلانكا، أنه تعلم الشطرنج عن طريق ملاحظة أبيه وهو يلعب مع زملائه، وفي هافانا كان كابابلانكا يلعب مع خيرة لاعبي المدينة، فهافانا كانت مسرحا لمبارتين على اللقب العالمي، بين شتاينتز وشيغورين في عامي 1886 و1889.
التحق كابابلانكا بالولايات المتحدة، وهو في سن السادسة عشرة لمواصلة دراسته. وكان يقضي معظم أوقات فراغه في اللعب مع كبار اللاعبين وعلى رأسهم لاسكر، حيث أبان عن تحكم نادر في اللعبة خاصة في المرحلة النهائية.

## روابط خارجية
- خوزيه كابابلانكا على موقع IMDb (الإنجليزية)
- خوزيه كابابلانكا على موقع الموسوعة البريطانية (الإنجليزية)
- خوزيه كابابلانكا على موقع قاعدة بيانات الفيلم (الإنجليزية)
- خوزيه كابابلانكا على موقع مباريات الشطرنج (الإنجليزية)
- خوزيه كابابلانكا على موقع 365Chess.com (الإنجليزية)
- خوزيه كابابلانكا على موقع Chesstempo.com (الإنجليزية)
- خوزيه كابابلانكا سجل أولمبياد الشطرنج على موقع OlimpBase.org (الإنجليزية)